# Pseudomallada budongensis
Pseudomallada budongensis is een insect uit de familie van de gaasvliegen (Chrysopidae), die tot de orde netvleugeligen (Neuroptera) behoort. 
Pseudomallada budongensis werd voor het eerst wetenschappelijk beschreven door Herbert Hölzel in 2001.